# Карликовий сирен північний
Карликовий сирен північний (Pseudobranchus striatus) — вид земноводних з роду Карликовий сирен родини Сиренові. Інша назва «смугастий сирен».

## Опис
Загальна довжина досягає 10-22 см. Володіє всього однією парою зовнішніх зябер і однієї зябровою щілиною з кожного боку. На передніх кінцівках у нього по 3 пальці. Забарвлення спини темно-зеленого кольору. Черево має зелений або жовтий колір. З боків розташовані білі або бежево-жовтуваті смуги.

## Спосіб життя
Полюбляє заболочені ставки та озера. Увесь час проводить у воді. під час посухи, заривається у мул чи багнюку. Активний переважно вночі. Живиться безхребетними.
Розмноження відбувається навесні. Самиця відкладає невеликими порціями на водні рослини до 200 яєць діаметром 3,8-4,2 мм.

## Розповсюдження
Мешкає у штатах США: Південна Кароліна, Джорджія, Флорида.